# Cuivré du genêt
Lycaena thersamon
Espèce
Le Cuivré du genêt (Lycaena thersamon) est une espèce d'insectes lépidoptères (papillons) de la famille des Lycaenidae et de la sous-famille des Lycaeninae.

## Dénomination
L'espèce Lycaena thersamon a été décrite par le naturaliste allemand Eugen Johann Christoph Esper en 1784.
Synonymes : 
- Papilio thersamon Esper, 1784 — protonyme
- Thersamonia thersamon (Esper, 1784)

### Sous-espèces
- Lycaena thersamon persica (Bienert, 1870)[1]

## Noms vernaculaires
Le Cuivré du genêt se nomme Lesser Fiery Copper en anglais.

## Description de l'imago
Le Cuivré du genêt est un petit papillon présentant un dimorphisme sexuel. Le dessus du mâle est cuivre avec aux ailes postérieures une suffusions grise préservant une étroite bande marginale orange. Le dessus de la femelle est cuivre orné de taches marron formant des rangées de lignes aux ailes antérieures et marron avec une bande marginale orange aux ailes postérieures.
Le revers est aux antérieures d'un ton orange et aux postérieures d'un ton beige grisé, ornées de points noirs cernés de blanc et aux postérieures d'une ligne submarginale de taches orange ovales. Un appendice caudal en n2 peut être présent ou pas.

### Espèces ressemblantes
Le Cuivré de la verge-d'or lui ressemble mais possède une ligne de points blancs sur son revers.

## Biologie
L'espèce vole en plusieurs générations, d'avril à octobre.
Sa plante-hôte est Polygonum aviculare.

## Écologie et distribution
L'espèce est présente dans le centre de l'Italie, le Sud-Est de l'Europe, la Turquie,  l'Asie mineure, l'Irak, l'Iran, l'Ukraine, le Nord-Ouest de la Chine.

### Biotope
C'est un lépidoptère des prairies sèches.

### Protection
Pas de statut de protection particulier.

## Philatélie
Un timbre hongrois de 1969.